# Atta mexicana
Atta mexicana là một loài kiến ăn lá Tân Thế giới, trong họ Myrmicinae thuộc chi Atta. Loài này thuộc một trong hai chi kiến nấm thuộc tông Attini.

## Miêu tả
The queen is approximately 30 mm long, và dark brown. Workers are dark brown, with thorns. Soldiers grow up to 18 mm, và are well-fortified.

## Phân bố
A. mexicana được tìm thấy ở México, và crosses into Arizona.
This species is highly adaptive, và thrives in such urban areas as Puerto Vallarta. Densities of A. mexicana nests are very high in numerous areas, bao gồm the resort community of Nuevo Vallarta.